# Abandoned Love.
Abandoned Love. è il quarto EP del cantante sudcoreano Def., pubblicato il 17 ottobre 2022.

## Descrizione
L'uscita di Abandoned Love. viene anticipata da Jay B (Def.) a settembre in un'intervista con Dazed Korea per il numero di ottobre 2022, dichiarando che sarebbe stato un disco di musica acustica. Messo in vendita dal 6 al 13 ottobre in quantità limitate, esce digitalmente il 17 ottobre e fisicamente il 4 novembre. Il video musicale del brano principale, My Abandoned Love, viene distribuito il 18 ottobre. Jay B ha scritto i testi, le musiche e gli arrangiamenti di ciascun brano, e rivestito il ruolo di produttore esecutivo. Tra le canzoni di Abandoned Love., Right è stata eseguita per la prima volta a inizio ottobre durante la tappa filippina del Tape: Press Play World Tour del cantante.
Il disco è legato al precedente extended play pubblicato da Jay B con lo pseudonimo Def., Love.: mentre il primo parlava del volersi dare completamente alla persona amata nel momento in cui un amore inizia, Abandoned Love. racconta il processo della rottura e la disperazione provata dopo di essa, e il cantante vi ha lavorato pensando a quanto l'amore potesse rovinare una persona. Nella registrazione si è concentrato sull'usare un tono che potesse esprimere bene le emozioni e ha cercato di ridurre al minimo gli strumenti per dare la sensazione di essere "completamente spezzato". Il suono di chitarra all'inizio di My Abandoned Love è stato realizzato tagliando e rimontando una parte di Sunset With You dall'EP Love..

## Accoglienza
Abandoned Love. è figurato tra i migliori album coreani del 2022 secondo Bollywood Hungama, che ha commentato come "le capacità vocali uniche" del cantante gli permettessero di dare ai testi "uno stato d'animo caliginoso e piuttosto pacifico" e ha concluso che Jay B avesse unito sentimenti quali afflizione, rabbia e dolore a melodie che raggiungono le profondità del cuore, scrivendo "un'ode sincera a un momento meraviglioso della propria vita".
È inoltre stato incluso da Bandwagon tra i migliori album dell'anno indicandolo come un "seguito incredibile" di Love., tinto di solitudine e dolore in confronto alla dolcezza e al calore del suo predecessore.

## Tracce
Testi di Def., musiche di Wavycake, Mirror Boy, Def..
1. My Bad – 3:29
2. Calm Down – 3:09
3. My Abandoned Love – 3:30
4. Not Easy – 3:08
5. Right (맞아?, Maj-aLR) – 2:59
6. You Say – 3:21

Durata totale: 19:36

## Formazione
- Def. (Jay B) – testi, musiche, arrangiamenti
- WavyCake – testi, musiche, arrangiamenti
- Mirror Boy – testi, musiche, arrangiamenti, missaggio
- Park Kyung-sun – mastering

## Successo commerciale
Abandoned Love. ha debuttato all'undicesimo posto sulla Circle Weekly Album Chart della settimana 30 ottobre-5 novembre 2022, vendendo 14 234 copie. A fine novembre aveva venduto 14 377 copie.

## Classifiche
| Classifica (2022) | Posizione massima |
| ----------------- | ----------------- |
| Corea del Sud     | 11                |